# Mukaab
Mukaab (arabisch المكعب, DMG al-Mukaʿʿab ‚der Würfel‘) ist ein angekündigtes Bauprojekt in Riad, der Hauptstadt von Saudi-Arabien. Das Gebäude soll das Herzstück eines neuen Stadtteils in Riad sein, das New Murabba genannt wird. Mit einer Innenfläche von rund zwei Millionen Quadratmetern soll es das größte in einem Stück erzeugte Bauwerk der Welt werden. In den Würfel mit einer Kantenlänge von 400 Metern würde das Empire State Building 20-mal hineinpassen.
Das Projekt soll bis zum Beginn der Expo 2030 in Riad fertiggestellt  werden.

## Geschichte
Das Vorhaben wurde vom de-facto Regenten des Königreichs, Kronprinz Mohammed Bin Salman, am 16. Februar 2023 angekündigt. Es gehört zu den Megaprojekten der Saudi Vision 2030, mit denen die Wirtschaft des Landes modernisiert werden soll, wie auch die Stadt Neom mit The Line. Das Gebäude soll das Zentrum eines neuen Bezirks werden, mit Unterhaltungsangeboten und Wohnraum für über 100.000 Menschen. Präsident der durchführenden New Murabba Development Company ist ebenfalls der Kronprinz.

## Design
Das Gebäude ist von dem traditionellen Architekturstil der Region Nadschd inspiriert. Das würfelförmige Gebäude wird in eine Fassade aus ineinandergreifenden Dreiecksmustern gehüllt sein. Zwei Millionen Quadratmeter Einzelhandels-, Kultur- und Touristenattraktionen werden das Gebäude füllen, und ein spiralförmiger Turm soll einen fast gefüllten Innenraum überragen. Das Innere wird nach derzeitiger Planung eine Kuppel aufweisen. Die an der Kuppel befestigten Bildschirme sollen riesige holografische Projektionen kreieren können, die dem Betrachter das Gefühl geben sollen, sich in verschiedenen Realitäten, Zeiten und Orten zu befinden. Auf dem Dach sollen sich Gärten und Grünflächen befinden. Das Gebäude soll eine Nutzfläche von über 25 Millionen Quadratmeter aufweisen und aufgrund seiner Größe ein eigenes Verkehrssystem besitzen.

## Kritik
Der Entwurf wurde wegen seiner Ähnlichkeit mit der Kaaba in der al-Harām-Moschee in Mekka, dem heiligsten Schrein des Islam, kritisiert.